# Отвиновский, Станислав Антонович
Станислав Антонович Отвиновский (род. 20 октября 1942 года, Житомирская область, Украинская ССР) — бригадир комплексно-механизированной бригады механизированной колонны № 147 треста «Бамстроймеханизация» Министерства транспортного строительства СССР, Амурская область. Герой Социалистического Труда (1990).

## Биография
После окончания средней школы в Житомирской области работал в Казахской ССР. Позднее трудился на строительстве Ленинградской атомной электростанции. В 1975 году по комсомольской путёвке поехал на строительство Байкало-Амурской железнодорожной магистрали. Трудился бульдозеристом, бригадиром комплексно-механизированной бригады механизированной колонны № 147 треста «Бамстроймеханизация» в Тынде.
Руководил бригадой из 80 рабочих, которая закончила строительство магистрали в Куанде, потом трудилась на участке в сторону Алдана. Указом № 546 Президента СССР Михаила Сергеевич Горбачёва «О присвоении звания Героя Социалистического Труда участникам сооружения Байкало-Амурской железнодорожной магистрали» от 10 августа 1990 года «за большой вклад в сооружение Байкало-Амурской железнодорожной магистрали, обеспечение ввода в постоянную эксплуатацию на всем её протяжении и проявленный трудовой героизм» удостоена звания Героя Социалистического Труда с вручением ордена Ленина и золотой медали «Серп и Молот».
После выхода на пенсию проживает в Благовещенске.
Награды
- Герой Социалистического Труда
- Орден Ленина
- Орден Трудового Красного Знамени (29.04.1985).